# Verbascum cernyi
Verbascum cernyi är en flenörtsväxtart som beskrevs av Johann Christoph Röhling. Verbascum cernyi ingår i släktet kungsljus, och familjen flenörtsväxter. Inga underarter finns listade i Catalogue of Life.